# یوسف علیخانی
یوسف علیخانی (زادهٔ ۱ فروردین ۱۳۵۴) نویسنده معاصر اهل ایران است.

## زندگی‌نامه
علیخانی پس از گذراندن تحصیلات ابتدایی در روستای زادگاهش به قزوین رفت و پس از اتمام دوره متوسطه برای ادامه تحصیل راهی تهران شد. وی سال ۱۳۷۷ از رشته زبان و ادبیات عرب دانشکده ادبیات دانشگاه تهران فارغ‌التحصیل شد.  و  
از یوسف علیخانی جدا از چند کتاب پژوهشی، چهار مجموعه داستان به نام‌های خاموشان، قدم‌بخیر مادربزرگ من بود، اژدهاکشان و عروس بید و همچنین سه رمان زاهو و خاما و بیوه‌کشی منتشر شده‌است.

وی در حال حاضر با پژوهش و نوشتن، و مدیریت نشر آموت و کتابفروشی آموت گذران زندگی می‌کند.

## سایر آثار
- معجون عشق، گفتگو با نویسندگان عامه‌پسند (نشر آموت)، ۱۳۸۹[۲۰]
- داستان زندگی حسن صباح، به دنبال خداوند الموت، (انتشارات ققنوس)]، ۱۳۸۶[۲۱]
- داستان زندگی صائب تبریزی، انتشارات مدرسه، ۱۳۸۶/ چاپ سوم ۱۳۹۲[۲۲]
- داستان زندگی ابن بطوطه، انتشارات مدرسه، ۱۳۸۳/ چاپ سوم ۱۳۹۱[۲۳]
- عزیز و نگار - بازخوانی یک عشقنامه، (انتشارات ققنوس)، چاپ اول ۱۳۸۱. چاپ دوم ۱۳۸۵، چاپ سوم ۱۳۹۲، چاپ چهارم: ۱۳۹۳[۲۴]
- نسل سوم داستان‌نویسی امروز ایران - گفتگو با نویسندگان نسل سوم، نشر مركز، ۱۳۸۰[۲۵]
- بازنویسی قصه‌های تذکرة الاولیا: نشر کتاب پارسه، ۱۳۹۰[۲۶] و [۲۷]
- قصه‌های مردم الموت: (الموت پایین و الموت بالا) به همراه افشین نادری، انتشارات مينودر [۲۸]
- به دنبال ناصر خسرو: داستان زندگی حکیم و شاعر قبادیانی، انتشارات ققنوس (زیر چاپ)
- قصه‌های پرهیزکاران: (گردآوری قصه‌های مراغیان رودبار و الموت), (زیر چاپ)

## در عرصه تصویری
- ساخت فیلم مستند عَلَم ۱۳۹۱
- ساخت فیلم مستند نوروزبَل ۱۳۸۷
- ساخت فیلم مستند عزیز و نگار ۱۳۸۵[۲۹]

## جایزه‌ها
- برنده چهارمین دوره کتاب سال استان قزوین برای نوشتن رمان زاهو [۳۰] و [۳۱] و [۳۲] و [۳۳]
- نامزد نهایی جایزه قلم زرین سال برای رمان بیوه‌کشی [۳۴]
- عروس بید نامزد نهایی جایزهٔ مهرگان ادب [۳۵]
- برنده دهمین دوره جایزه کتاب سال حبیب غنی‌پور برای نوشتن مجموعه داستان عروس بید [۳۶]
- نامزد دوازدهمین دوره جایزه کتاب فصل برای نوشتن مجموعه داستان عروس بید [۳۷]
- نامزد نهایی هشتمین دوره جایزه ادبی هوشنگ گلشیری و شایسته تقدیر در نخستین جایزه ادبی جلال آل احمد  برای نوشتن مجموعه داستان اژدهاکشان [۳۸] و [۳۹]
- نامزد بیست و دومین دوره جایزه کتاب سال جمهوری اسلامی ایران و برنده جایزه ویژه شانزدهمین جشنواره روستا برای نوشتن مجموعه داستان قدم‌بخیر مادربزرگ من بود [۴۰]
- برنده جایزه بهترین فیلم هفتمین جشنواره منطقه‌ای سینمای جوان ایران برای ساخت فیلم مستند عزیز و نگار [۴۱]